# 安东尼奥·毛拉
安东尼奥·毛拉-蒙塔内尔（西班牙語：Antonio Maura y Montaner；1853年5月2日—1925年12月13日）西班牙政治家，宪政主义学者。历任海外省大臣，司法大臣，内政大臣，五次组阁出任首相。他在任期内试图实行自上而下的民主改革，以希望能够避免革命和巩固波旁王室的君主立宪体制。

## 早年生活
1853年5月2日出生于巴利阿里群岛马略卡岛首府帕尔马。毛拉在马略卡岛上完成中学教育。1868年光荣革命后前往马德里，在马德里康普顿斯大学学习法律。在大学期间毛拉结识了著名律师赫尔曼·加马索的两个弟弟。大学毕业后毛拉前往加马佐的律师事务所工作。1878年与赫尔曼的妹妹的康斯坦西娅结婚。

## 加入自由党（1881—1902）
1881年当选马略卡岛帕尔马的议会议员，并加入了自由党。1883年，赫尔曼成为萨加斯塔内阁的发展大臣。毛拉也借此步入政界。1892年12月至1894年3月在第五届萨加斯塔内阁中担任海外省大臣，提出古巴自治方案，但未获通过，因此辞职。1894年11月至1895年3月任司法与恩典大臣，任内试图通过下放议会权力阻止古巴独立，但最终失败。
在第六届卡诺瓦斯内阁执政期间，毛拉作为反对党成员对自己所在政党感到失望，认为自由党无法应对当时的危机。1898年的美西战争让加马佐与毛拉和萨加斯塔的自由党之间的关系越发紧张。最终导致当年秋季87个支持加马索和毛拉的自由党议员分裂，试图让萨加斯塔政府失去议会多数席位，引发议会危机。

## 转投保守党（1903—1904）
1901年赫尔曼·加马索去世，毛拉接替他成为自由党加马索派的领导人。1902年毛拉率领自由党加马索派全体加入时任首相弗朗西斯科·西尔维拉领导的保守党，并在1902年12月至1903年7月担任西尔维拉内阁的内政大臣。在任期间，他实施了警察部队改革计划，并建立了社会改革研究所。1903年议会选举期间，毛拉拒绝干预选举，这被认为是1874年波旁王朝复辟以来西班牙最公正的选举。1903年10月接替西尔维拉成为保守党党首。1903年11月加入西班牙皇家学院。12月5日第一次担任首相，接替保守党的莱蒙多·费尔南德斯·比利亚维尔德。

## 第一届内阁
第一届毛拉内阁仅持续了一年多。1904年，在毛拉的建议下，国王阿方索十三世视察巴塞罗那。同时，毛拉的保守党政府开始与加泰罗尼亚地方保守政党地区联盟党展开合作。4月12日，毛拉在巴塞罗那遭遇加泰罗尼亚民族主义者的刺杀，但只是受到轻伤。
国际关系方面，毛拉政府遵守了1904年的《英法协约》规定的势力范围，在直布罗陀海峡问题上选择了维持现状。在摩洛哥问题上，毛拉政府遵循萨加斯塔和西尔维拉政府的一贯路线。
1904年12月，国王阿方索十三世拒绝签署任命洛尼奥将军为陆军参谋总长，因为国王希望选择玛丽亚·克里斯蒂娜王太后青睐的卡米洛·加西亚·德·波拉维耶哈将军。毛拉内阁因此垮台，由阿斯卡拉加继任首相。

## 第二届内阁
第二次任首相期间，毛拉主导了一系列自上而下的民主化改革。1907年通过了工业保护法，1908年2月创建了国家社会保障研究所。毛拉政府还提出了行政改革法案，并且在海军、选举法、警察和斗牛等领域通过了多部相关法律。1908年，他向议会提交了一份新的反恐法草案，遭到左翼的强烈批评，认为它违反了《1876年宪法》的基本权利。这部法律将允许行政部门取缔传播无政府主义思想的报纸，但是这些法律并没有真正阻止西班牙走向衰落。
1909年7月，梅利利亚爆发骚乱。西班牙政府希望通过征兵平定骚乱。但是征兵在国内引发了巴塞罗那总罢工的抗议行动。毛拉政府对抗议进行残酷镇压，这也引发了人们对他的不满。骚乱从巴塞罗那蔓延到西班牙全国。1909年10月，毛拉向国王提出辞呈，希望阿方索十三世拒绝他的要求。然而国王接受了他的辞呈，旋即任命自由党的塞吉斯蒙多·莫雷特组阁。

## 远离政坛
第二届内阁结束后毛拉宣布从政坛隐退。1910年7月，毛拉在巴塞罗那遭遇第二次未遂刺杀。1912年12月，毛拉辞去议员席位和保守党领袖的职位。1913年，毛拉成为西班牙皇家语言学院院长。一战期间毛拉主张西班牙应严守中立，避免军事冒险。1917年，毛拉反对国王与自由党内阁组建的军事独裁组织“国防委员会”，拒绝承认它的合法性。

## 联合政府
一战前后西班牙国内各种暴力事件与危机频发。1918年3月，毛拉受命组建包括自由派、保守派和地方主义者的联合内阁。但新内阁持续了8个月便倒台。1919年4月，毛拉再次组建联合政府，但两个多月后倒台。1921年8月，由于西班牙在里夫战争中失败以及爱德华多·达托首相被暗杀以来持续动荡的国内局势，毛拉最后一次出山组阁，他任命了加泰罗尼亚的民族主义者弗朗西斯科·康博担任财政大臣，试图进行保守的民主化改革，阻止君主制的解体。

## 1923年军事政变后
1923年9月，米格尔·普里莫·德·里维拉将军发动军事政变，建立独裁政府，此后毛拉从政坛隐退。一开始毛拉对政变表示同情，但见到里维拉将军后毛拉对政变表示失望，并认为这会导致西班牙君主制的崩溃。虽然毛拉的很多支持者选择加入里维拉军政府，但毛拉要求他们对军政府保持距离。
1925年12月13日，他在马德里托雷洛多内斯去世，享年72岁，葬于马德里圣伊西德罗公墓。

## 家庭
1878年毛拉与康斯坦西娅·加马索·卡尔沃（Constancia Gamazo y Calvo）结婚，他们有九个儿子和一个女儿(见下文)，他们中的许多人在西班牙和欧洲历史上十分著名。
- 加布里埃尔·毛拉·加马索(1879—1963)，第一代毛拉公爵，阿方索十三世在位时期最后一届政府的劳工大臣，历史学家。
- 奥诺里奥·毛拉·加马索，(1886—1936)， 剧作家和君主主义代表，1936年西班牙内战时被左翼民兵杀害。
- 米格尔·毛拉·加马索，（1887—1971），西班牙第二共和国第1届政府的安全部长。
- 外孙豪尔赫·森普伦·毛拉（1923—2011），小说家、共产主义者，费利佩·冈萨雷斯政府的文化大臣。